# Улица Бориса Гмыри (Киев)
У́лица Бориса Гмыри (укр. ву́лиця Бориса Гмирі) — улица в Дарницком районе города Киева, местность Осокорки (7-й микрорайон). Пролегает от проспекта Мыколы Бажана до проспекта Петра Григоренко.
Примыкают улицы Михайла Гришко, Елизаветы Чавдар.

## История
Улица возникла в начале 1990-х годов — с началом строительства 7-го микрорайона — под названием Нижняя. Современное название в честь украинского советского оперного певца Бориса Романовича Гмыри — с 1993 года.

## Застройка
Застройка улицы представлена многоэтажными домами. Угол улицы и проспекта Петра Григорнеко занят строительным гипермаркетом Эпицентр.
- Гимназия «Київська Русь»
- Скандинавская гимназия (дом № 3-Б)
- дошкольное учебное заведение № 21 (дом № 2-Г)
- дошкольное учебное заведение № 132 (дом № 3-А)
- Храм Святіх равноапостольских Кирилла и Мефодия (УПЦ МП) (дом № 13)